# Commandos (film 1958)
Commandos (Darby's Rangers) è un film di guerra del 1958, diretto da William A. Wellman e interpretato da James Garner e Jack Warden.
Il film ripercorre le fasi del neo-costituito 1º Battaglione Ranger americano, durante la seconda guerra mondiale.

## Trama
Seconda guerra mondiale. Il maggiore americano William Darby crede nell'utilità di addestrare un corpo di “Commandos”, soldati specializzati già sperimentati con successo dagli inglesi. Inviato a Dundee, in Scozia, con un gruppo di soldati volontari segue il duro corso presso la base di addestramento dei Commandos inglesi. Nel frattempo la guerra prosegue e, nel novembre 1942, il battaglione riceve il suo primo incarico e viene inviato sulle coste del nord Africa. Seguono le operazioni per la liberazione dell'Italia, con lo sbarco a Gela e poi ad Anzio, fino alla disastrosa battaglia di Cisterna.

## Curiosità
- I panzer tedeschi rappresentati nei pressi di Cisterna, in realtà sono carri leggeri M41 Walker Bulldog americani, con il freno di bocca modificato.
- Il Colonnello William Darby morì il 30 aprile 1945, pochissimi giorni prima della fine della guerra, quando venne colpito mortalmente al cuore dal frammento di un proiettile di artiglieria da 88 mm, mentre si trovava nel piazzale della "Colonia Pavese" di Torbole, dove oggi c'è una stele in suo ricordo.